# Idrogenoselenito di sodio
L'idrogenoselenito di sodio (o biselenito di sodio) è il sale di sodio dell'acido selenoso.
A temperatura ambiente si presenta come un solido incolore inodore. È un composto tossico, pericoloso per l'ambiente.